# Atlantic Transport Line
L'Atlantic Transport Line est une compagnie maritime américaine fondée à Baltimore en 1881. Malgré son appartenance américaine, elle opérait des navires généralement construits au Royaume-Uni et immatriculés là-bas. Elle exploitait à la fois des cargos, des transporteurs de bétail, et des paquebots.
En 1901, elle est intégrée à l'International Mercantile Marine Co., trust fondé par John Pierpont Morgan et comprenant plusieurs autres compagnies maritimes américaines et britanniques, notamment la Red Star Line et l'American Line, puis en 1902 la White Star Line et la Leyland Line.
Avec la crise du début des années 1930, la compagnie cède tous ses navires aux autres sociétés de l'IMM en 1931, mais continue à exister jusqu'en 1936.